# Boal
Boal es un concejo español de la comunidad autónoma del Principado de Asturias; una parroquia de dicho concejo y una villa perteneciente a dicha parroquia. La villa de Boal es la capital del concejo homónimo.
El concejo de Boal limita al norte con El Franco y Coaña, al sur con Eilao/Illano, al oeste con Castropol y al este con Villayón. La principal vía de acceso al concejo es la carretera regional AS-12, que une Navia con Grandas de Salime.
La población del municipio es de 1482 habitantes (INE, 2020), teniendo la capital 486.
Es uno de los municipios del Occidente de Asturias en los que se habla gallego (denominado gallego-asturiano según la Ley de promoción del asturiano y gallego-asturiano del Principado de Asturias), además del castellano.

## Toponimia
Etimológicamente, suele considerarse que "Boal" proviene o bien del indoeuropeo, *bod- (arroyo, zanja), o bien del latín, bove o *bovale (buey). Aunque algunos autores creen que se podría interpretar "Boal" como expresión de un antiguo antropónimo o nombre de persona, Bovali (iler), o también Baudiliu (aduciendo a la forma Baudali), es común considerar su significado original como "terreno frecuentado y apropiado para pasto del ganado vacuno" o bien "corral de bueyes o dehesa boyal". De hecho, Corominas recoge en aragonés boalage, boalar, "dehesa boyal", como derivados de boal, a su vez, variante de boyal, "perteneciente al buey o al ganado vacuno".
El 20 de febrero de 2014, el Boletín Oficial del Principado de Asturias publicó el decreto 27/2014, por lo que se establecían como oficiales los topónimos en gallego-asturiano de parroquias y entidades de población del concejo.
El idioma propio de este municipio es el gallego-asturiano

## Geografía
Situado en la cuenca media del río Navia, el municipio de Boal es atravesado por el citado río desde su zona sur y sureste hacia la zona nororiental, en la que su cauce ejerce de frontera natural con el vecino municipio de Villayón. El río Navia, a su paso por este concejo, está embalsado en primer lugar con la presa de Doiras, y posteriormente, aguas abajo, con la de Arbón, situada ya en el limítrofe municipio de Villayón. Dos afluentes reseñables que vierten sus aguas al Navia en este concejo son el río Urubio (en el embalse de Doiras) y el río de Pendia (en el embalse de Arbón).
La principal elevación del terreno se encuentra lindando ya con los municipios de Illano y Castropol: es el pico de La Bobia, de 1.201 m sobre el nivel del mar. Merecen mención también La Cristaleira (1.036 m) en la zona sur del concejo, Pena Queimada (921 m) en la zona noroccidental, Penouta (899 m) en la zona norte (desde allí es visible una amplia panorámica de la costa desde los municipios de Navia hasta las cercanías de Foz, en la provincia de Lugo) y Penácaros (732 m) en la zona central. La capital municipal se encuentra relativamente alejada del valle principal del Navia, en la cabecera del río de Pendia, rodeada por las tres últimas montañas antes citadas, y a unos 450 m de altitud.

### Geología
Desde el punto de vista geológico, la característica más reseñable que presenta el concejo de Boal es su gran afloramiento de rocas graníticas, el más destacable de Asturias, y que es conocido como el plutón de Boal, encontrándose la villa sobre él. Este plutón se enmarca en el amplio conjunto de pliegues presentes en el Occidente de Asturias, desarrollados sobre materiales de los períodos Cámbrico y Silúrico como resultado de la removilización magmática producida por la orogénesis herciniana. El afloramiento actual se encuentra al oeste de un amplio pliegue sinclinal de pizarras de Luarca con flancos de cuarcitas armoricanas, estando contenida toda la masa plutónica en el ordoviciense, si bien la aureola metamórfica, que alcanza más de 1000 metros de la bóveda del plutón, llega hasta los materiales cámbricos presentes en el valle de Rozadas y Vega de Ouria.
El plutón de Boal presenta cobertera silúrica de cuarcitas armoricanas y pizarras. Contiene, además de rocas graníticas, filones de cuarzo con orientación predominante noreste/suroeste, estando este sistema de filones especialmente desarrollado en la vertiente meridional de la sierra de Penouta. Entre la masa plutónica y el filón aparecen rellenos de rocas alteradas en los que hay presentes depósitos de diversos minerales, como feldespato, moscovita, clorita y, en menor medida, scheelita, wolframita y mispiquel. La presencia de scheelita y wolframita permitió a mediados del siglo XX el desarrollo de minería extractiva de wolframio en la zona, habiendo en la actualidad proyectos que pretenden retomar dicha actividad. No obstante, dichos proyectos han encontrado críticas de organizaciones ecologistas por entender que el objetivo último podría ser la extracción de metales preciosos como el oro, más agresiva ambientalmente, dado que, como es sabido, el concejo cuenta también con recursos auríferos ya explotados en época romana.
Otra característica singular de la geología del concejo de Boal es la abundancia de la quiastolita, también denominada popularmente piedra de la suerte, cruz de los astures, piedra de los celtas, piedra de Santiago, piedra cruz, piedra rayo, piedra culebra, piedra de San Andrés, piedra de San Pedro, piedra de San Antonio, piedra de San Juan o piedra de la Virgen de Pastur. Tal piedra no es sino una andalucita que presenta en su interior unas inclusiones carbonosas de distribución simétrica que dan lugar a cuatro cristales prismáticos paralelos que, cortados en sección, forman una cruz característica.

## Historia

### Edad Antigua
Existen aún vestigios que testimonian el poblamiento de este municipio ya en una época anterior a la llegada de los romanos. Aunque se supone que en el Paleolítico ya había enclaves habitados en la zona, de esta época no se conserva ningún resto; por lo tanto, no se ha podido demostrar tal suposición. Sin embargo, sí han llegado hasta nuestros días restos del Neolítico, como por ejemplo los túmulos funerarios hallados en la sierra de Penouta, en el que es uno los campos de túmulos más extensos de Asturias, con 72 catalogados. Asimismo, de este período se supone que datan los dólmenes en las cercanías de Llaviada, ya desaparecidos, y la mole granítica oscilante conocida como Penedo Aballón (situada en las cercanías de Penouta, y derribada en 2004 presumiblemente por unos gamberros).
De la Edad de Bronce (aproximadamente 1500-1100 a. C.) se cree que datan las pinturas antropomorfas (tanto masculinas como femeninas) halladas en la Cova del Demo (Cueva del Demonio en castellano), situada en las proximidades del núcleo rural de Froseira, en la parroquia de Doiras.
Todo lo anterior, junto con las muestras de trabajo minero dedicado a la extracción de metales y, sobre todo, los castros celtas de Pendia, Los Mazos y La Escrita prueban también el citado poblamiento prerromano.
La posterior presencia romana, tras la conquista llevada a cabo por las legiones bajo el mando del General Publio Carisio (la X Gémina y la V Alauda), dejó huellas tales como diversas monedas y fragmentos de cerámica, además de, presumiblemente, el origen de diversos nombres de aldeas, como Vega de Ouría, ligados probablemente a la presencia de alguna explotación aurífera fluvial en aquella época. Por aquel entonces, se supone que la zona correspondiente a la parroquia de Castrillón estaba habitada por la tribu astur de los Pésicos, mientras que la zona al oeste del río Navia habría estado habitada por la tribu galaica de los Albiones.
Después de unos cuatro siglos de dominación romana, penetraron los pueblos bárbaros en la península ibérica, y en la zona occidental asturiana se asentaron los suevos, cuya máxima expansión se produjo en torno al año 450 de nuestra era.
Posteriormente, es sabido que llegaron los visigodos, que ocuparon todo el terreno sobre el año 584. No obstante, de todas estas poblaciones apenas han quedado vestigios arqueológicos.

### Edad Media
Poco se sabe de la historia de Boal a comienzos de la Edad Media, durante la monarquía asturiana. Las disputas entre los prelados de Oviedo y Lugo por los territorios comprendidos entre los ríos Navia y Eo concluyeron mediante un acuerdo promovido por el rey Alfonso VII. Así, todos esos territorios, y Boal incluido en ellos, pasaron a ser entregados al obispo de Oviedo por donación del año 1154, bajo la denominación genérica de territorio de Castropol.
En 1368, el obispo D. Sancho, nombró a Álvar Pérez Osorio como "gobernador" de la Tierra de Ribadeo y Grandas, que comprendían los actuales concejos de Boal, Castropol, Coaña, El Franco, Grandas de Salime, Illano, Pesoz, San Martín de Oscos, Santa Eulalia de Oscos, Tapia, Taramundi y Vegadeo, contando con 41 feligresías. Fue esta una época de numerosas y violentas revueltas ante los elevados impuestos que Pérez Osorio obligó a pagar a los vecinos.
Al comenzar el siglo XVI, la Tierra de Ribadeo estaba dividida en cinco partidos, los cuales, junto a la villa de Castropol, concurrían a las asambleas del Concejo que tenían lugar en el Campo del Tablado de dicha villa, para la designación de los cargos municipales (cobres), así como también para la resolución de agravios, la adopción de ordenanzas y las decisiones más trascendentes de la vida del Concejo. En dichas asambleas el territorio de lo que es el actual concejo de Boal, junto a Illano, se encontraba incorporado al Partido de Riberas de Arjuda o Riberas de Armal. En las actas del Campo del Tablado de 1566 se eligió como cobres o representantes del partido de Riberas de Armal a don Rodrigo de Castrillón, don Sancho Méndez de Castrillón y don Alonso Álvarez Lende Iglesia. En dicha reunión también fueron designados jueces por dicha quinta Álvaro Fernández de Aylano y el indicado Alonso Álvarez Lende Iglesia. En este tiempo, la capital del partido se situaba en la localidad de Armal, donde se encontraban la cárcel y la picota, y donde permanecerían hasta mediados del siglo XIX.

### Edad Moderna
Este sistema de partidos estuvo vigente hasta la llegada del rey Felipe II, que obtuvo permiso del Papa Gregorio XIII para desmembrar y vender cualquier villa, lugar y jurisdicción, lo que le permitió obtener financiación para sus guerras y para pagar la gran deuda que mantenía. Hubo intentos de compra por particulares (con la intención de ascender en la escala social) de jurisdicciones, pero lo más normal fue la compra por el pueblo.
Esto propiciaría que, en estos años, Boal se desligara de la jurisdicción eclesiástica y se emancipara del Concejo de Castropol donde se encontraba integrado. En 1579, Alonso López de Navia y Bolaño, vecino de la villa de Navia, dio poder a Pedro Bermúdez para concertarse con Alonso de Camino, quien inicialmente hizo asiento de las feligresías de Serandinas, Boal, Doiras, Pesoz, Coaña, Trelles, Villacondide, etc., pretendiendo comprarlas, para poco después traspasar a Rui García de Cangas las feligresías de Boal, Serandinas y Doiras, reduciendo así gastos.
El temor de los pueblos a pasar a depender de señores particulares, con los atropellos que estos cometían con los vecinos, hizo que éstos se "comprasen" y se fuesen incorporando a la Corona. Así, las feligresías de Boal, Serandinas y Doiras se redimieron en 1580, pasando a tener la condición de realengo. La carta de redención está fechada el 24 de abril de 1581 habiendo satisfecho los vecinos por la redención del Concejo de Boal la cantidad de 2.011.285 maravedíes.
La definitiva independencia de Boal como concejo tuvo lugar en 1584, cuando representantes de los vecinos de las feligresías se reunieron, redactando las primeras ordenanzas municipales, y acordando asimismo la forma de elegir los cargos de concejales, alcalde, alguaciles, procuradores, etc. Así, las feligresías pasaron a ser villa con jurisdicción civil y criminal, y los representantes se reunirían una vez al año para elegir los cargos citados. La capitalidad del concejo pasó en esta época por diversas localidades del mismo (Prelo, Armal, Castrillón, y la propia villa de Boal), pero retornaría a Boal definitivamente en 1791.
Durante los siglos XVII y XVIII, en que la actividad claramente predominante en Boal fue la agricultura y la ganadería, el concejo se pobló de bonitas casas solariegas y palacios desaparecidos casi en su totalidad, salvo algunas excepciones como el Palacio de Miranda, en la localidad de Prelo. Sin duda, el siglo XVIII fue el más próspero para el concejo ya que, aparte de la fundamental actividad agrícola y ganadera, cobró notable importancia la industria artesanal, contándose en el concejo, a mediados de ese siglo, 4 batanes, 8 mazos para estirar hierro, una ferrería, y 42 molinos de grano.

### Edad Contemporánea
Siglo XIX
Es sabido, además, que en el curso de la guerra de la Independencia española, las tropas francesas ocuparon Boal en la creencia de que en la villa existía una fábrica de armas. Un grupo de vecinos boaleses participó en la "Alarma del cerezal" (un grupo de gente que se reunía para impedir una invasión o defenderse del enemigo), pero no pudieron evitar que el 19 de marzo de 1809 los soldados de Maurice Mathieu invadiesen la villa, estableciendo un campamento en Llaviada, y provocando numerosas muertes, saqueos y destrozos.
Pocos años después, en 1814 y 1820, Serandinas trataría, infructuosamente, de constituirse en concejo independiente de Boal. Asimismo, en julio de 1823 fueron notables los destrozos causados por un grupo de unos 24 asaltantes, comandados por Miguel Álvarez Samartino de la Trapa, quienes robaron dinero de las contribuciones y rompieron documentos de la secretaría municipal. Se cree que en esos destrozos pudieran haber participado dos vecinos de Armal, que no pudieron ser presos, pues su pueblo los habría encubierto.
Durante la guerra carlista el concejo fue invadido nuevamente: en 1836, entró en Boal un grupo guerrillero mandado por el cabecilla San Breixo, que al año siguiente fue detenido y fusilado en el cementerio de Piantón por una milicia formada en Boal. Poco después, en 1837 se inauguraría la iglesia parroquial de Santiago Apóstol, y en 1842, la casa consistorial y la cárcel.
Dignos de mención son otros sucesos acaecidos en el concejo en este siglo. Así, en 1854 y 1855, una epidemia de cólera se dejó sentir en la zona, si bien sin excesiva virulencia (véase: Pandemias de cólera en España). No sería ese el caso de la epidemia de viruela de 1870, mucho más grave y mortífera.
También en el siglo XIX, Boal vio nacer a uno de sus personajes más ilustres, Bernardo Acevedo y Huelves, cuyo nombre lleva hoy la biblioteca pública municipal, y entre cuyas obras cabe destacar “Boal y su concejo”, retrato muy clarificador sobre el modo de vida y las costumbres en el municipio a finales del siglo XIX, y que muestra la importancia que en esa época tenía en el municipio la industria de la forja del hierro, hoy desaparecida.
En relación con ésta, cabe destacar la revuelta de 1895, en la cual los herreros del concejo destruyeron todas las máquinas para hacer tachuelas que un empresario local, Víctor Sánchez, estaba instalando en la localidad de Armal, para así iniciar una industria fuerte de la fabricación de clavos capaz de hacer frente a la gran competencia externa, básicamente inglesa, que finalmente terminaría por hacer inviables los modos tradicionales de trabajo del hierro en el concejo.
Siglo XX
El final del siglo XIX y los comienzos del XX fueron años de importantes flujos migratorios, especialmente hacia América. De esta época datan diversas casonas de indianos, como por ejemplo Villa Anita. Además, el capital aportado por muchos emigrantes contribuyó de manera decisiva a la construcción de numerosas escuelas en diversos pueblos del municipio, y de la escuela de primaria de la capital, conocida como "Las Graduadas", en 1934, promovida por la Sociedad de Instrucción Naturales del Concejo de Boal en La Habana (Cuba). También en estos años se edificaron numerosos lavaderos públicos en el concejo.
Otras infraestructuras de gran importancia para Boal vieron su realización a comienzos del siglo XX. Fue el caso de la carretera entre Navia y Grandas de Salime, con la construcción del tramo de Navia a Boal. Además, en 1934 fue construido el pantano de Doiras, y en el año 1951 se inició la explotación a gran escala de las minas de wolframio en las cercanías de Penouta, si bien cerraría en 1961.
La decadencia de la minería del wolframio, que había llegado a emplear a 254 trabajadores, y el fin de las obras de los grandes pantanos de la zona, junto con el progresivo abandono de la ganadería (aún hoy la principal actividad económica del concejo) propiciaron, especialmente a partir de los años 50, nuevos flujos migratorios, en este caso preferentemente hacia otras zonas de España (centro industrial de Asturias, Madrid, etc.) o de Europa (Alemania, Francia, Bélgica, Suiza, etc.), iniciándose un despoblamiento progresivo que aún hoy perdura.

## Demografía
Boal cuenta con una población de 1380 habitantes (INE 2024).
| Gráfica de evolución demográfica de Boal entre 1842 y 2021                                                          |
| |
| Población de derecho según los censos de población del INE Población de hecho según los censos de población del INE |

En las primeras décadas del siglo XIX, el concejo de Boal tuvo un aumento lento de población, presentando con la construcción de la presa de Doiras, en 1930 un crecimiento demográfico sensacional, llegando a alcanzar en ese año el máximo histórico de los 7.365 habitantes. Los relativamente altos niveles de población se mantuvieron hasta 1960, debido no sólo a la presa sino también a las minas de wolframio de Penouta y a la existencia de una agricultura tradicional que exigía mucha mano de obra. Gracias a todo esto, el concejo de Boal llegó a ser el más populoso del tramo medio del río Navia. Pero a partir de 1960 y debido al cierre de las minas y a los cambios en la agricultura tradicional, sobrevino una emigración muy fuerte y en diferentes tramos.
Esta emigración ha marcado el concejo de diferentes maneras. Así, a finales del siglo XIX y principios del siglo XX, la emigración fue a Ultramar, en especial a Argentina y a Cuba, desde donde siguieron influyendo en el concejo. Una muestra de esto son las transferencias bancarias enviadas, que cifraban cantidades muy importantes que sirvieron para la construcción de diferentes edificios, así como para la promoción de educación de la gente joven que quedaba en el concejo. Todo este tránsito de dinero fue cortado con la revolución cubana.
A mediados del siglo XX brotó de nuevo y con más fuerza la emigración, pero esta vez a diferentes destinos; así, la emigración se dirigió en esos años hacia el centro de Europa, Francia, Alemania, y también a los principales núcleos industriales de la misma provincia asturiana, particularmente Gijón y Avilés, etc.
Todo esto ha traído un cambio brutal en la pirámide demográfica del Concejo, hasta el punto de que, como se puede observar en la representación de la misma, en la actualidad las personas mayores de 60 años representan el 42,7% de su población, mientras la gente menor de 20 años representa tan solo el 8,4%.

## Economía
Aunque por el porcentaje de ocupados es claramente mayoritario el sector servicios (ver tabla), su peso resulta ser bastante inferior a la media regional, y no es descabellado afirmar que, aún hoy en día, la economía boalesa está en gran medida basada en la ganadería, que emplea a casi un tercio de la población activa, y en especial en la cabaña vacuna, destinada a la producción láctea, siendo Boal el principal productor de los concejos occidentales.
En los últimos años, ha despuntado la apicultura, pasando la miel a ser un producto típico del concejo, si bien esta actividad suele ser secundaria, una fuente de ingresos complementaria para las familias, y no la principal. No obstante, como muestra de la importancia de la apicultura para el concejo, cabe citar la conocida Feria de la Miel. Asimismo, en años recientes se ha creado la sociedad Boal Apícola, que comercializa unas 20 toneladas de miel al año.
Cuenta el concejo con dos asociaciones destacables relacionadas con algunas de sus principales actividades económicas: la Asociación de Apicultores, y la Asociación de Turismo "Destino Boal".
| TOTAL                                                           | 439 | 100   |
| Agricultura, ganadería y pesca                                  | 127 | 28,93 |
| Industria                                                       | 26  | 5,92  |
| Construcción                                                    | 24  | 5,47  |
| Servicios                                                       | 262 | 59,68 |
| * Datos tomados del Anuario Estadístico de Asturias 2014, SADEI |     |       |

| Tierras de labranza                                             | 0,97  |
| Prados y pastizales                                             | 30,16 |
| Terreno forestal                                                | 57,67 |
| Otros usos (industrial, residencial, etc.)                      | 23,84 |
| * Datos tomados del Anuario Estadístico de Asturias 2014, SADEI |       |

## Administración y política

### Gobierno municipal
En el concejo de Boal, desde 1979, el partido que más tiempo ha gobernado ha sido el PSOE. El actual alcalde es el socialista José Antonio Barrientos, quien gobierna desde 1999, habiendo sido reelegido siete veces.
| Periodo   | Nombre                           | Partido | Partido                                    |
| --------- | -------------------------------- | ------- | ------------------------------------------ |
| 1979-1983 | José Manuel Pérez Álvarez        |         | Unión de Centro Democrático (UCD)          |
| 1983-1992 | Ana Mercedes Fernández Riopedre  |         | Federación Socialista Asturiana (FSA-PSOE) |
| 1992-1995 | María Fidelina Pérez Díaz        |         | Federación Socialista Asturiana (FSA-PSOE) |
| 1995-1999 | Ramón García Argüelles Motto     |         | Partido Popular (PP)                       |
| 1999-act. | José Antonio Barrientos González |         | Federación Socialista Asturiana (FSA-PSOE) |

| Partido político    | Partido político                                                                | 1979   | 1983   | 1987   | 1991   | 1995   | 1999   | 2003   | 2007   | 2011   | 2015   | 2019   | 2023   |
| Partido político    | Partido político                                                                | Ediles | Ediles | Ediles | Ediles | Ediles | Ediles | Ediles | Ediles | Ediles | Ediles | Ediles | Ediles |
|                     | Federación Socialista Asturiana (FSA-PSOE)                                      | 3      | 5      | 6      | 5      | 4      | 6      | 5      | 5      | 4      | 6      | 5      | 5      |
|                     | Boal Activo                                                                     | —      | —      | —      | —      | —      | —      | —      | —      | —      | —      | 3      | 2      |
|                     | Alianza Popular (AP)-Partido Popular (PP)                                       | —      | 4      | 3      | 4      | 5      | 4      | 4      | 4      | 2      | 2      | 1      | 1      |
|                     | Partido Comunista de España (PCE)-Izquierda Unida (IU)-Bloque por Asturies (BA) | 2      | 1      | 1      | 1      | 2      | 1      | 2      | 2      | 1      | 1      | 0      | 1      |
|                     | Foro Asturias (FAC)                                                             | —      | —      | —      | —      | —      | —      | —      | —      | 2      | 0      | 0      | —      |
|                     | Unión de Centro Democrático (UCD)-Centro Democrático y Social (CDS)             | 6      | 1      | 1      | 1      | —      | —      | —      | —      | —      | —      | —      | —      |
| Total de concejales | Total de concejales                                                             | 11     | 11     | 11     | 11     | 11     | 11     | 11     | 11     | 9      | 9      | 9      | 9      |

### Organización territorial

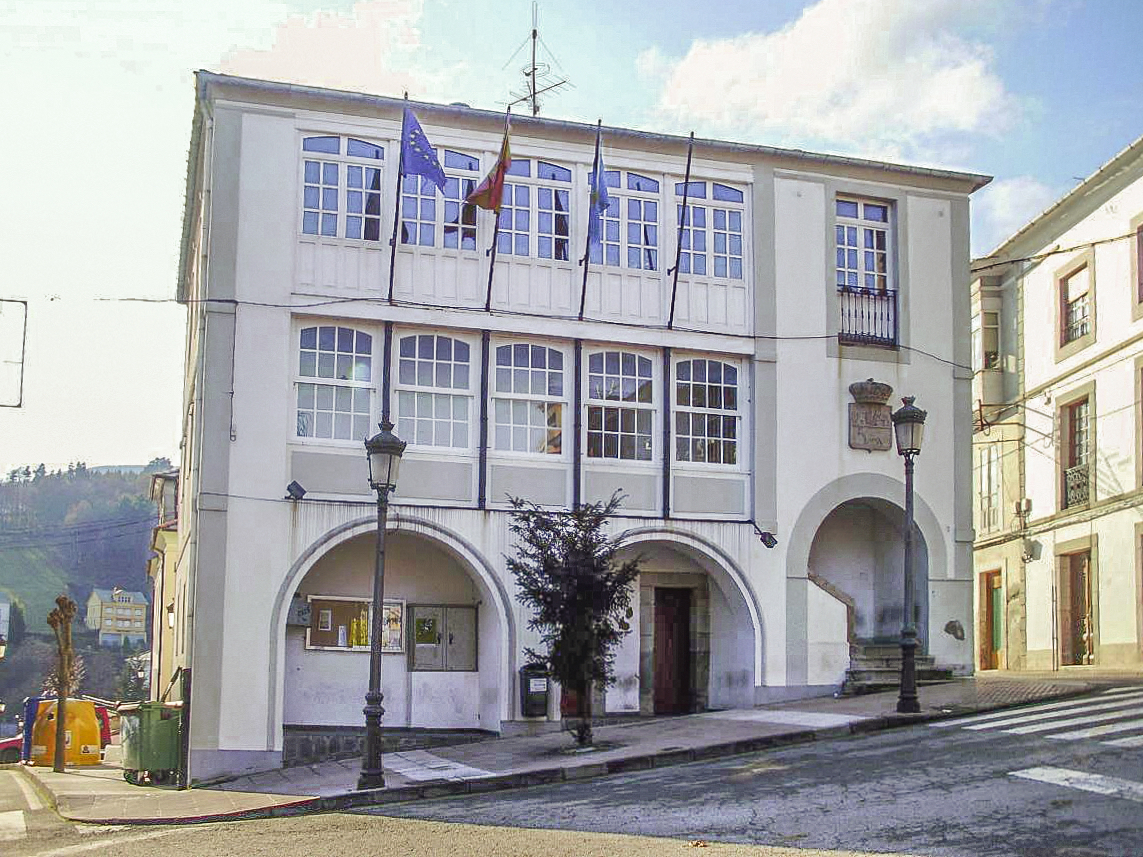
Ayuntamiento de Boal

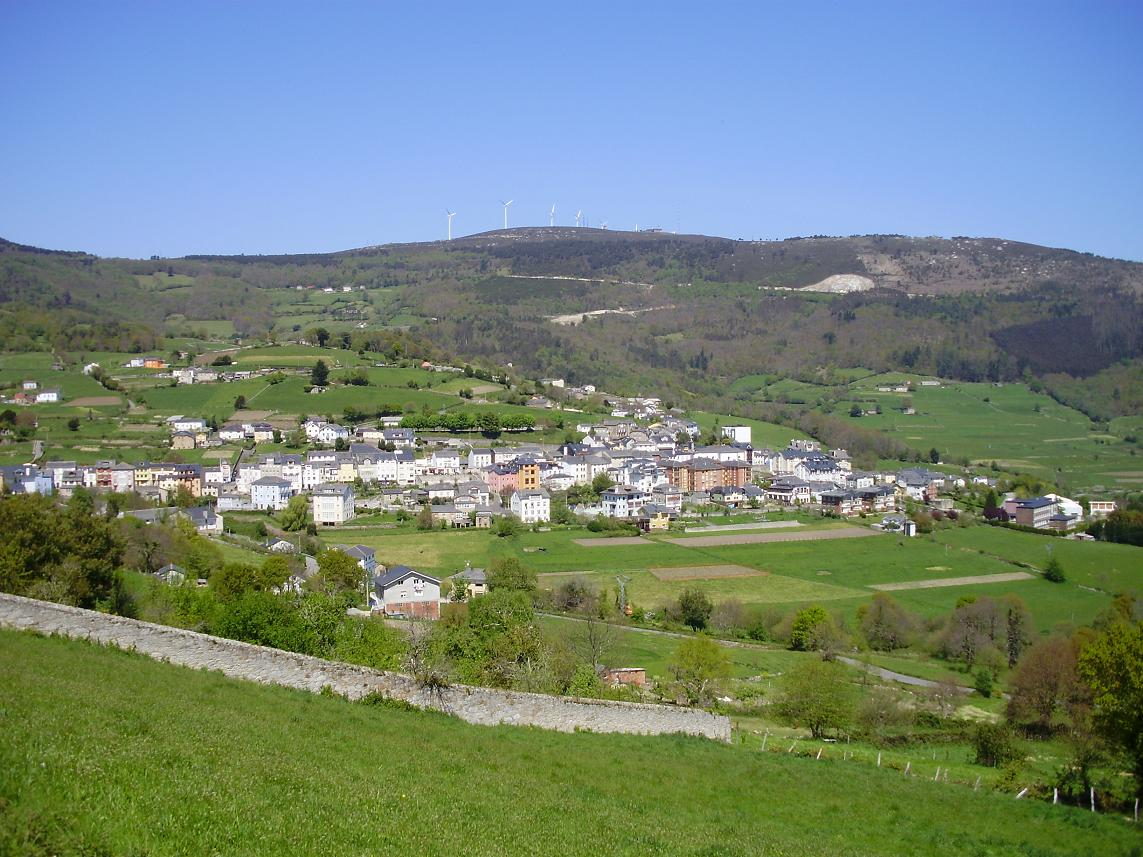
Vista general de Boal

Según el nomenclátor de 2023, el concejo de Boal se divide en 7 parroquias:
- Boal (Bual): 801 habitantes
- Castrillón (Castriyón): 149 habitantes
- Doiras: 93 habitantes
- Lebredo (Llebredo): 10 habitantes
- La Ronda (A Ronda): 51 habitantes
- Rozadas: 123 habitantes
- Serandinas (Serandías): 185 habitantes

### La villa de Boal

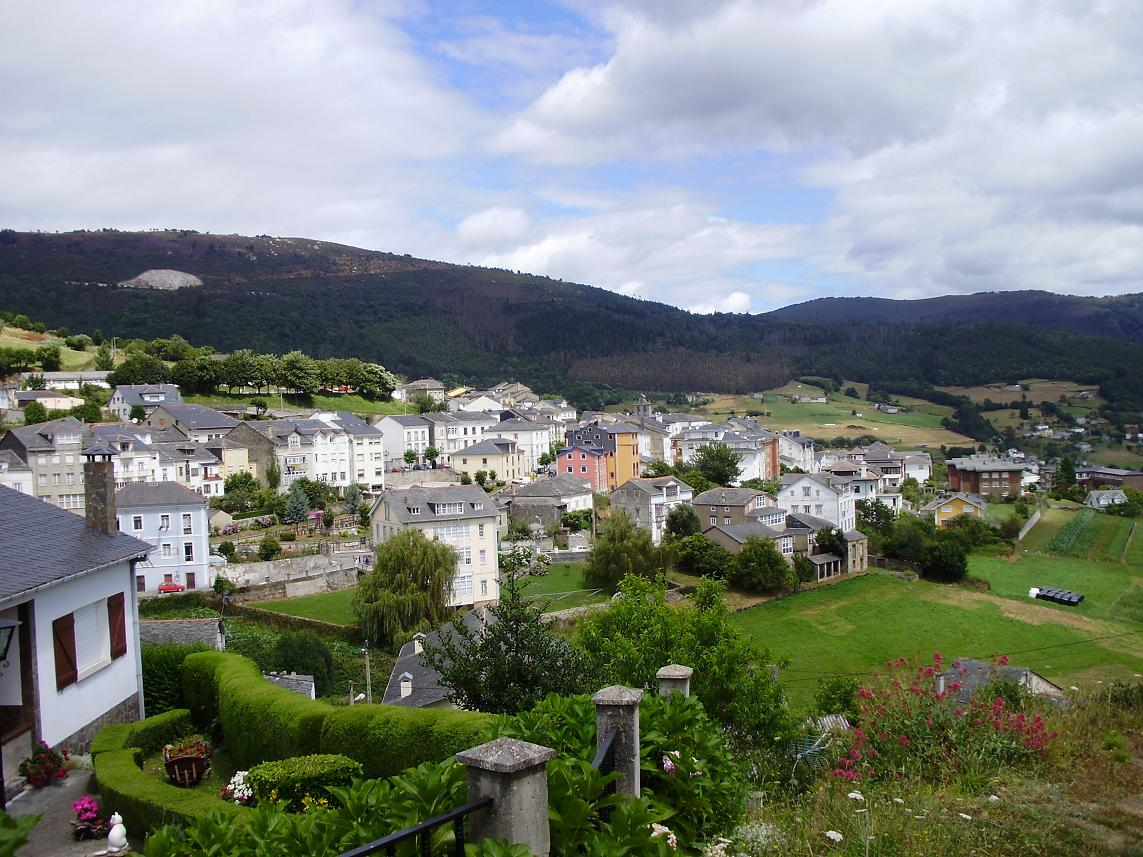
Vista parcial de Boal

La cabeza de la parroquia la constituye la villa de Boal, capital del concejo, situada en la ladera suroriental de la sierra de Penouta, a unos 450 m de altitud, y con 526 habitantes, repartidos entre los tres barrios principales que la componen:
- Boal de Arriba: núcleo histórico del pueblo, de calles estrechas (calles de Alonso Rodríguez y avenida de Buenos Aires) y en el que se hallan las casas más antiguas, el antiguo recinto ferial (que albergaba el mercado de ganado quincenal), la residencia para personas mayores y, en la parte más alta, el cementerio.
- La zona central: incluye la plaza de la Iglesia, que alberga la iglesia parroquial de Santiago Apóstol, la plaza del Ayuntamiento, y la avenida de Asturias, en la que se encuentra la Casa de Cultura, siendo esta zona la que aglutina la mayor parte del comercio y la hostelería de la villa, además de las calles de Everardo Villamil, Ramón Valdés, y la avenida de la República de Cuba.
- Boal de Abajo: vertebrado por la carretera regional AS-12 (calles de Melquiades Álvarez e Isidoro Fontana), y la calle de Rosalía de la Cruz, se encuentran en él algunas interesantes muestras de arquitectura indiana, destacando la Casa de Damiana (1919) y, ya a la salida del pueblo hacia Grandas de Salime, Villa Anita (1926), decorada con azulejos en todas sus fachadas. Asimismo, se hallan en esta zona las escuelas Graduadas y el Instituto de Enseñanza Secundaria (conformando entre ambos el Centro Público de Educación Básica -CPEB- Carlos Bousoño), y el polideportivo y la piscina municipales.

## Cultura
En cuanto a la oferta educativa y cultural del concejo, cabe mencionar la dotación de la villa de Boal con el CPEB Carlos Bousoño, que consta de dos edificios principales: por un lado, el que albergara en su día las Escuelas Graduadas, y en el que se imparten educación infantil y primaria, y por otro lado, el que fuera en su día el instituto, en el que se imparten enseñanzas de Secundaria y Bachillerato, dando servicio no sólo al alumnado del concejo boalés, sino también de Illano e incluso Pesoz. Cuenta con una asociación de padres, la AMPA CPEB Carlos Bousoño.
Asimismo, dispone la villa de Boal de una Casa de la Cultura en la que se albergan la biblioteca Pública municipal "Acevedo y Huelves" y diferentes actividades como exposiciones o proyecciones audiovisuales, entre otras. Son destacables también los siguientes Museos y Centros de Interpretación en el municipio:
- Casa de la Apicultura, situada en Los Mazos.
- Centro de interpretación de la Emigración e Instrucción Pública, situado en San Luis.
- Centro de interpretación de la Artesanía del Hierro, situado en Rozadas.
- Centro de interpretación Lavadero de Boal, situado en la villa de Boal.

Boal ha tenido siempre mucha tradición musical. Se conservan la muñeira de Boal, la jota y una danza ancestral que tiene la peculiaridad que se baila acompañada exclusivamente de flauta de canabeira y arpa de boca o birimbao. El nombre de esta danza es la Lluita.

### Arte

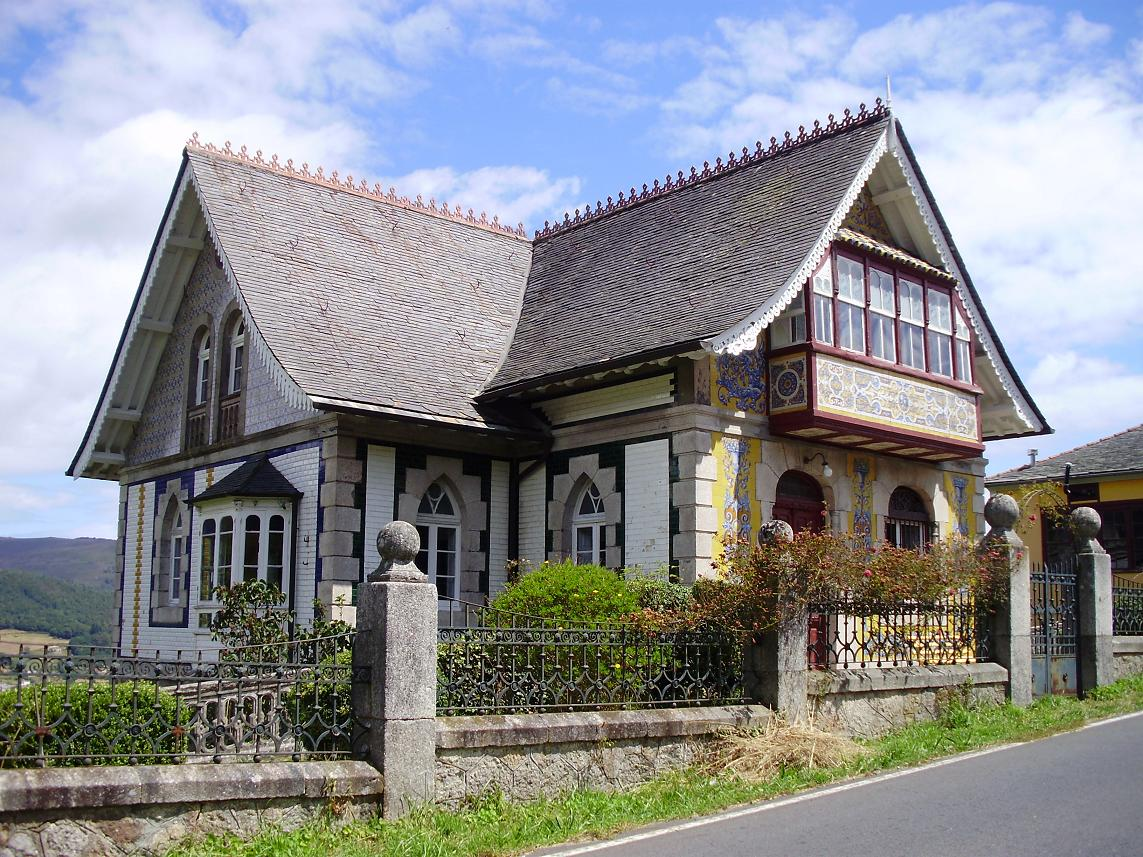
Villa Anita

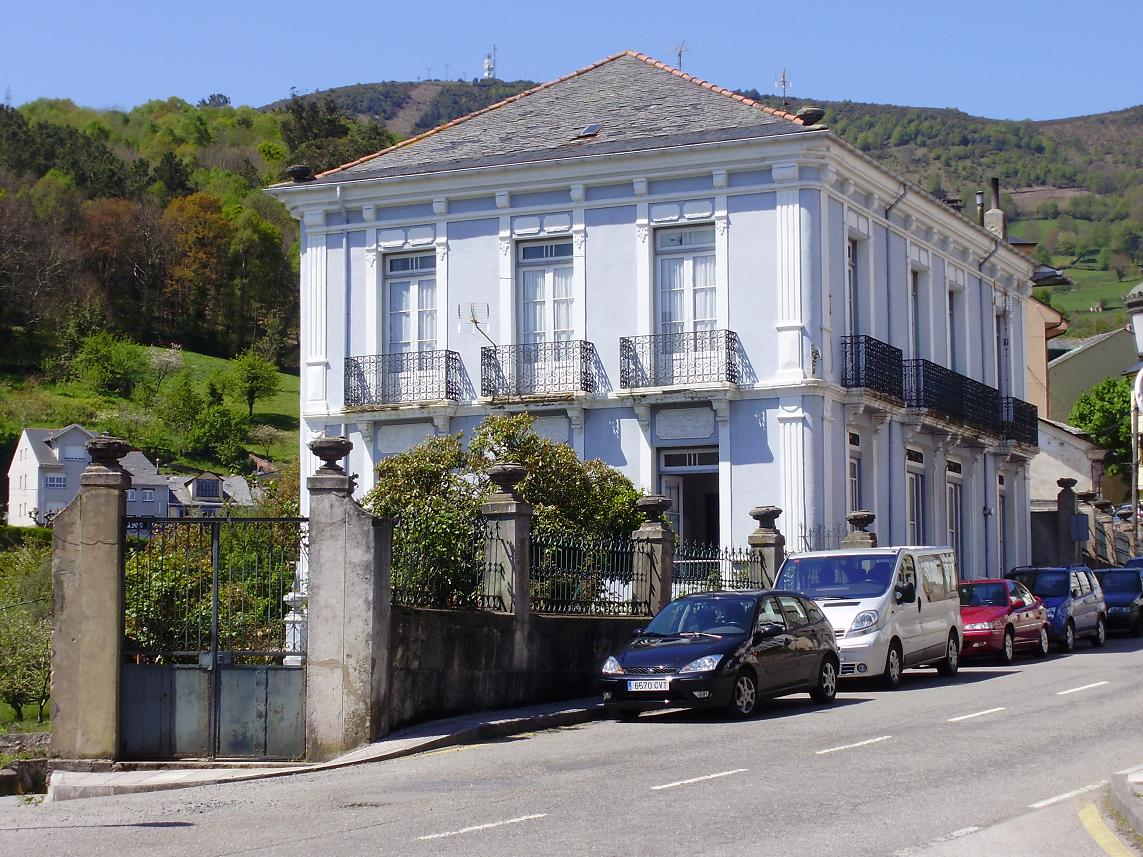
Villa Damiana

Su más antigua manifestación son las pinturas rupestres de la Cova del Demo. Son pinturas masculinas, femeninas y zoomórficas. También podemos encontrar diferentes manifestaciones arquitectónicas: palacios, casonas, e iglesias, entre las que destacaremos:
- El palacio de Miranda en Prelo, de los siglos XV y XVI, y declarado bien de interés cultural en 1982. En un principio fue una torre cuadrada con tres pisos que posteriormente se fue ampliando, teniendo pequeños vanos que posteriormente se fueron agrandando. El cuerpo principal es de dos plantas en la parte trasera y de una en la parte delantera, debido al desnivel del terreno. Sobre la puerta hay un gran escudo de armas, perteneciente a la familia González de Prelo y Castrillón. Entre la torre y capilla hay un cuerpo añadido, donde hay corredores sostenidos por columnas de piedra. La capilla es de 1776, y presenta planta rectangular, con dos saeteras en los laterales, tiene dos retablos de inspiración Rococó, pintados en blanco y negro. Las tallas del siglo XVII y XVIII fueron retiradas a causa del mal estado de la techumbre.

- El palacio de Berdín en Doiras, del siglo XVIII, llama la atención sus grandes dimensiones y sus muros sin ningún tipo de decoración. Está fabricado en mampostería, con sillares. De planta en forma de U, en la fachada del patio central hay una galería sobre columnas monolíticas.

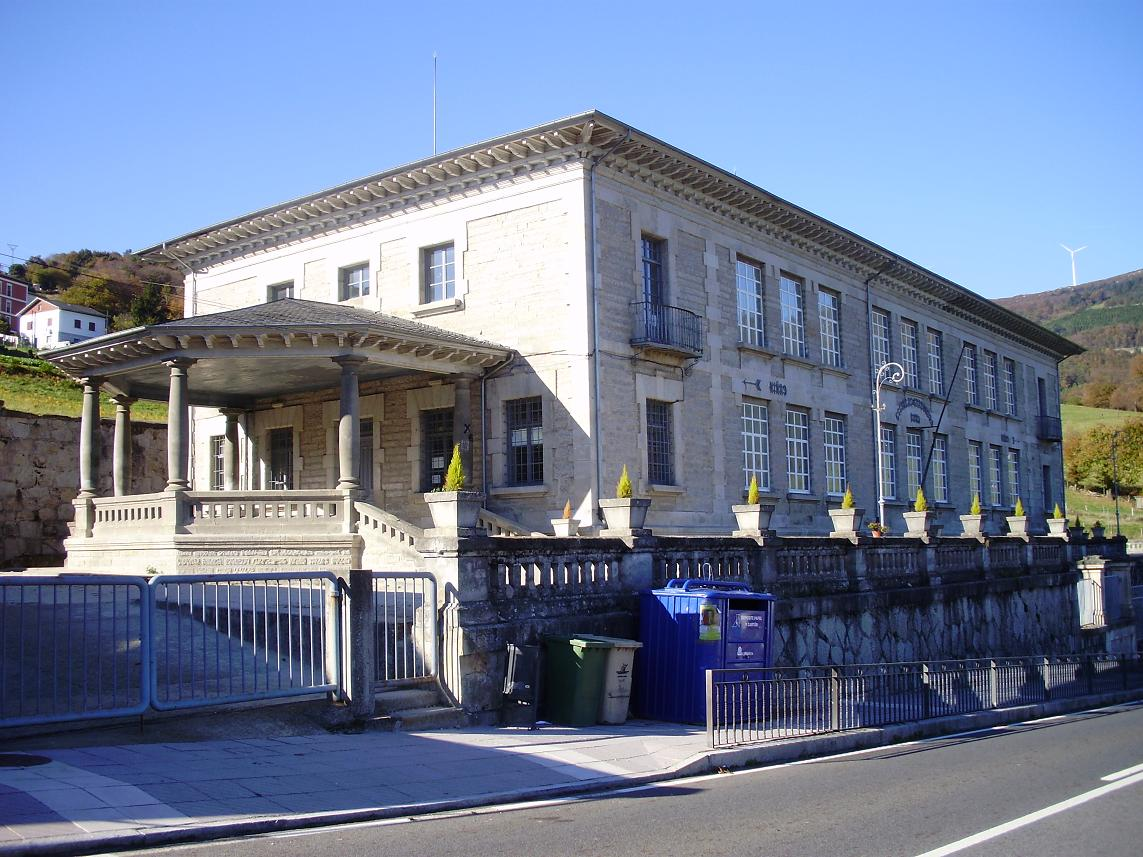
Edificio de las Escuelas Graduadas

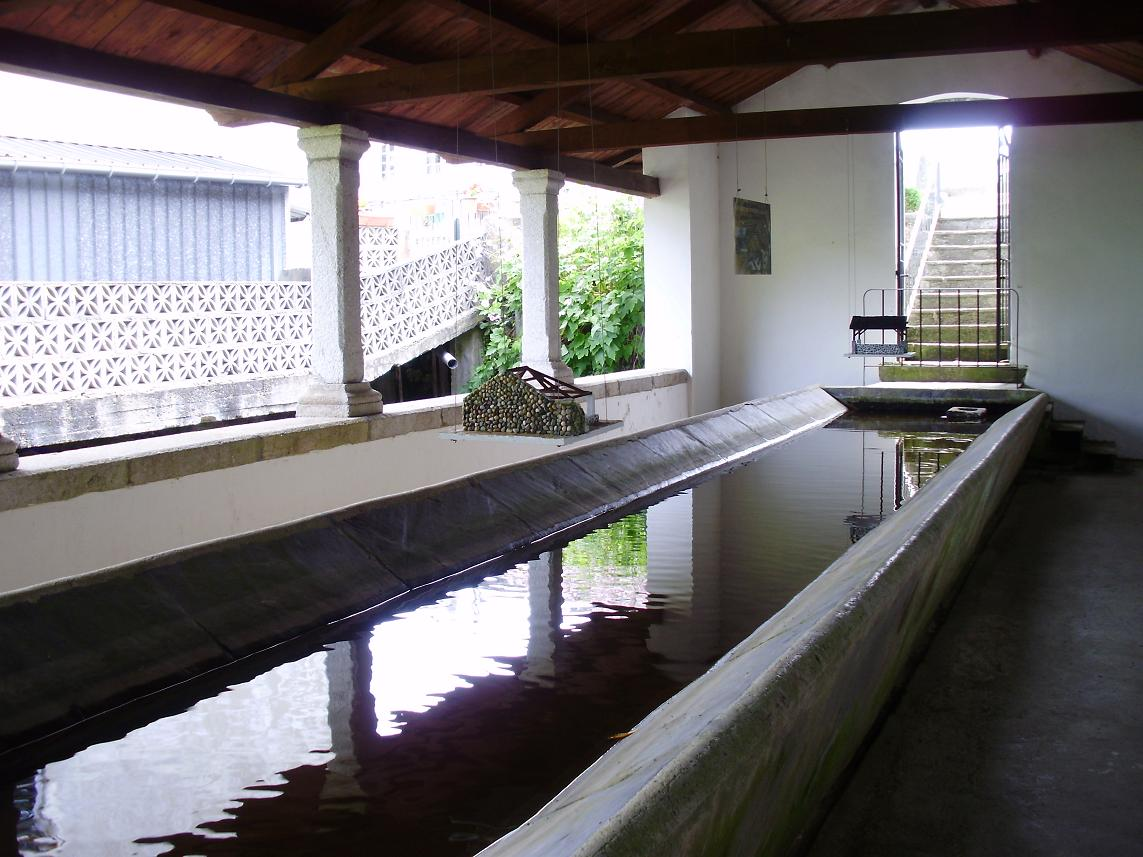
Interior del lavadero público de Boal

- El palacio de Armal, con la típica estructura de las casonas rurales, planta rectangular, con mampostería y pizarra, tiene muy escasa decoración.

- Villa Anita: construida en 1926, por un emigrante a Cuba. Es un chalet con planta en forma de “T”, con tres pisos, en el que se pueden apreciar influencias inglesas, japonesas y medievales. La fachada está construida con cerámica blanca (azulejos de Talavera) en los laterales, teniendo la fachada principal temas vegetales. En el primer piso tiene un mirador acristalado. Su tejado es a dos aguas con cubierta de pizarra, y sobre los aleros tiene una decoración de madera hecha con cenefas recortadas y caladas. El espacio interior está tan rico y cuidado como el exterior.

- Villa Damiana, construida en 1919, es también un magnífico ejemplo de la arquitectura historicista.

- Antiguas Escuelas Graduadas, en Boal: esta escuela fue construida entre 1930 y 1934, promovida, como otras obras del concejo, por la Sociedad de Instrucción Naturales del Concejo de Boal, constituida en La Habana, Cuba (esto es debido a la gran cantidad de emigrantes de Boal, que habían ido a este país en busca de fortuna), contando asimismo con aportaciones del Estado y de emigrantes a Buenos Aires. Es un gran edificio de dos plantas construido en piedra, con grandes ventanas y con dos entradas enmarcadas en grandes porches, ya que por un lado entraban las niñas y por otro los niños. Todos los tejados tienen grandes aleros de madera.

- La iglesia de Santiago Apóstol de Boal, construida entre 1831 y 1837, con planta de cruz latina y pórtico lateral, construido en piedra de granito.

- El lavadero público, construido con capitales americanos e inaugurado en el año 1928, que fue recientemente restaurado y convertido en el Centro de interpretación de los lavaderos del concejo de Boal. El edificio denota una notable riqueza constructiva de estilo funcional, con molduras y pináculos, buena muestra de la inquietud benefactora de los emigrantes retornados hacia sus pueblos de origen y las clases más desfavorecidas.

### Fiestas
El concejo de Boal tiene una gran cantidad de fiestas y ferias. Entre las principales fiestas, destacaremos:
- En mayo: el día 15, la romería de la ermita de San Isidro.
- En junio: los días 13 y 14, las fiestas de San Antonio de Armal.
- En julio: los días 24, 25 y 26, las fiestas de Santiago Apóstol en Boal. Los días 21 y 22, las fiestas de la Virgen de la Magdalena en Doiras.
- En agosto: El día 24, fiestas de San Bartolomé el Apóstol en Villanueva (Boal). El día 25, las fiestas de San Luis en el pueblo de su mismo nombre.

La fiesta del amor celebrada en la pilella es una de las célebres por su pasado y que ahora organiza los residentes de la pilella con una parrillada en la afamada fuente de la zona cabe destacar a José El Gaiteru, a suso y demás vecinos de La Pilella, barrio de la zona de Boal de arriba, junto al cementerio, uno de los barrios más afamados de la zona por su historia y su afamada fuente donde se lleva a cabo la fiesta se celebra el primer viernes de agosto.
- En octubre/noviembre: la Feria de la Miel en el último fin de semana de octubre, o en el 1.º de noviembre.

También hay que destacar las ferias quincenales y el mercado que tiene lugar en Boal. Se celebran todos los lunes alternos. También, a lo largo del año, hay numerosas ferias de ganado: dos en el recinto ferial de Boal, que se celebran los segundos sábados de octubre y los últimos sábados de abril. Otras dos ferias se celebran en la sierra de La Bobia

### Asociaciones culturales y juveniles
Son numerosas las asociaciones culturales con las que cuenta el concejo a pesar de su escasa población. Hasta tal punto es así, que el movimiento asociativo y vecinal de Boal ha sido galardonado con el Premio al Pueblo Ejemplar de Asturias 2014, como reconocimiento a las numerosas actividades llevadas a cabo para dinamizar la vida del concejo y propiciar su desarrollo económico, social, cultural, deportivo y formativo. La lista de asociaciones culturales y juveniles incluye las siguientes:
- Agrupación Belenística de Boal
- Asociación Cultural El Fondello
- Asociación Cultural A Lluita
- Asociación Cultural La Colmena
- Asociación Cultural Penedo Aballón
- Asociación Cultural Rozadas
- Asociación Cultural "San Blas" de Ouria y Vega de Ouria
- Asociación de Festejos de Boal (AFEBO)
- Asociación Fórum Boal 3000
- Asociación juvenil Mezá
- Asociación juvenil Penedo Aballón
- Asociación Muyeres con Xeito
- Sociedad de Amigos de Boal
- Grupo de Montaña Sociedad de Amigos de Boal
- Sociedad Micológica de Boal

### Gastronomía
En este concejo eminentemente agrícola y ganadero, podemos degustar infinidad de productos naturales, entre los que cabe citar las excelentes hortalizas, las fabas y las patatas de gran calidad. Así, la cocina tradicional boalesa aprovecha todos estos recursos para contar, entre sus platos más típicos, con el caldo de cimois y berzas o rabizas.
Siendo como es este municipio rico en carnes, como las de ternera, cerdo "cocho en fala), cabrito o cordero, no es de extrañar que ocupen también un lugar destacado otros platos como la empanada de carne o embutidos, la cabeza de cerdo ("cachola" que se come junto con los "cereixolos" el día de carnaval "día de antroiro") el lacón con cimois y cachelos, o la rapa de maíz("rapa de meiz"). La caza constituye otro capítulo importante en la cocina boalesa, siendo frecuentes piezas como el corzo y el jabalí, además de la perdiz, la arcea y la liebre.
En lo referente a dulces y repostería, cabe mencionar las cocadas, la venera y los cereixolos los fritos, las rosquillas y el arroz con leche. Asimismo, son numerosas las aplicaciones de la miel en la cocina local, lo cual no es de extrañar teniendo en cuenta que es un producto típico en el concejo que goza de reconocida calidad. Y, por supuesto, es posible disfrutar en Boal del resto de platos típicos asturianos.

### Deportes
El concejo de Boal cuenta con diversos equipamientos que permiten la práctica deportiva, fundamentalmente en la propia villa y alrededores, destacando las dos pistas polideportivas (una cubierta y otra descubierta), la piscina municipal, descubierta y abierta al público en los meses de verano, y el campo de fútbol de Llaviada.
Asimismo, la orografía del concejo permite la práctica del senderismo por las diferentes rutas existentes, la celebración de pruebas automovilísticas de competición por las sinuosas carreteras de montaña (Rallye Villa de Boal y Subida a Castrillón), así como la práctica de deportes acuáticos como la navegación en canoa por las aguas embalsadas del río Navia, de la caza, etc.
Todo ello ha propiciado la existencia en Boal de diversas asociaciones y clubes deportivos.

### Asociaciones deportivas
| - Boal Club de Fútbol - CDB Boal Belleza Natural - Escudería Boal Competición - Escudería Castrillón Motor Club - Peña Bolística Llaviada - Sociedad de Cazadores El Halcón |